# Juan Clarós Pérez de Guzmán y Fernández de Córdoba
Juan Clarós Pérez de Guzmán y Fernández de Córdoba (?, 19 de març de 1642 - Madrid, 17 de desembre de 1713), noble castellà que va pertànyer a la casa de Medina Sidonia. Fill de Gaspar Pérez de Guzmán y Gómez de Sandoval i de Juana Fernández de Córdoba y Enríquez de Ribera, va ostentar els títols de I marquès de Valverde, XVI comte de Niebla, XI duc de Medina Sidonia i IX marquès de Cazaza.
Durant el regnat de Carles II fou virrei de Catalunya entre 1690 i 1693, conseller d'estat des de 1699 i l'últim majordom major del rei. Quan Felip V va arribar al tron el va substituir pel marquès de Villafranca i el va fer caballerís major.

## Núpcies i descendència
1. Antonia Teresa Pimentel, filla del XI comte i VIII duc de Benavente.
  1. Manuel Alonso Pérez de Guzmán y Pimentel.
2. María Sinforosa Núñez de Guzmán y Vélez de Guevara, IV duquessa de Medina de las Torres, III duquessa de Sanlúcar la Mayor, IV marquesa de Toral. No van tenir descendència.